# Li Kenong
Li Kenong (李克农, 15 septembre 1899 - 9 février 1962) est un officier communiste chinois qui fut une figure important des services de renseignement.
Il rejoint le Parti communiste chinois en 1927 puis infiltre la police secrète du Kuomintang comme taupe. Lui, Qian Zhuangfei et Hu Di, sont surnommés les « Trois distingués travailleurs des renseignements du Parti » par Zhou Enlai. Il sert comme espion communiste pendant 3 ans avant d'être découvert et de fuir. Pendant la seconde guerre sino-japonaise, il est basé à Yan'an où il est nommé chef des renseignements. Après l'établissement de la République populaire de Chine, il est nommé général en 1955 alors qu'il n'a aucune expérience du combat.

## Biographie
Né à Chaohu dans la province de l'Anhui, Li est également connu sous les noms de Li Zetian et Li Leizhong. Il devient vice-éditeur du journal Anqing Guomin Shibao (« Quotidien national du peuple ») en 1926 et entre au Parti communiste chinois en 1927. Il devient à la même époque un chef propagandiste pour le Kuomintang dans la même ville, et participe à la coordination locale de l'expédition du Nord. Après la rupture entre les communistes et les nationalistes en 1927, Li se rend à Shanghai en 1928 pour travailler dans les journaux communistes Tieshenche Bao et Laobaixing Bao.

### Espion de Zhou Enlai

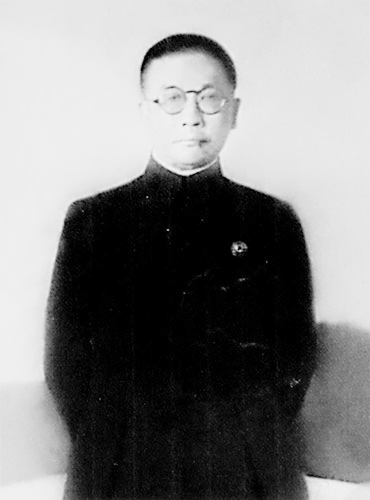
Li à Shanghai.

Li est l'un des premiers espions de Zhou Enlai, via l'agence de renseignement communiste Teke. Avec les autres espions Qian Zhuangfei et Hu Di, ils sont surnommés les « Trois distingués travailleurs des renseignements du Parti » par Zhou. Li rejoint la police secrète du Kuomintang comme taupe fin 1929. Il est très vite chargé d'enquêter sur les activités communistes, et reçoit des informations (vrais et fausses) sur les activités de partis hostiles au Kuomintang. Ces informations sont transmises à Zhou Enlai en plus des plans de Tchang Kaï-chek.
En 1929, sur l'ordre direct de Zhou Enlai, Li Kenong utilise le faux nom Li Zetian pour travailler au sein du Kuomintang à Shanghai. Son travail est spécialisé dans la radiocommunication et la cryptographie. Il est très efficace et est promu chef de section à Shanghai. Au cours de sa carrière comme taupe, il prend soin de transmettre toutes les informations aux communistes.
Fin avril 1931, Gu Shunzhang, aide de Zhou pour les affaires de sécurité, est arrêté à Wuhan et durement torturé. Il a de forts liens avec la mafia de Shanghai et a certaines convictions communistes. Afin de sauver sa vie, il informe le Kuomintang sur les organisations de couvertures communistes de Wuhan, menant à l'arrestation et l'exécution de plus de dix chefs communistes dans la ville. Gu informe le Kuomintang qu'il désire servir de taupe chez les communistes de Shanghai. Son transfert de deux jours donne un délai vital aux communistes pour éviter d'être totalement détruits.
Le 25 avril 1931, Qian Zhuangfei, et d'autres agents de Zhou, quittent les renseignements nationalistes de Nankin, qui sont sous le contrôle de Li, en voyant le message annonçant la capture de Gu. Qian envoie ensuite son fils adoptif pour prévenir Li qui tente immédiatement d'informer les chefs communistes de la nouvelle mais ne parvient à contacter l'officier chargé des renseignements, Chen Geng. Li décide de désobéir aux consignes des espions de ne jamais contacter leurs liaisons en dehors de temps établis. Li cherche longuement Chen avant de le trouver et de lui annoncer la nouvelle de la capture de Gu.
Li et Chen en informent Zhou Enlai qui met en place une évacuation d'urgence du plus grand nombre de membres du Parti de leurs caches à Shanghai. Des centaines d'espions de Zhou sont sauvés, mais pas tous et les exécutions du Kuomintang sont les plus importantes depuis le massacre de Shanghai de 1927. Li tente ouvertement de contacter Gu et Zhou, ce qui détruit sa couverture, et marque la fin de sa période de taupe dans la police secrète du Kuomintang. Il fuit au Jiangxi dans la base de Mao Zedong.
Li est plus tard nommé chef de la branche de protection du Parti communiste, directeur-exécutif de la protection politique pour les soviétiques chinois, et chef du bureau de protection politique de l'armée rouge chinoise. Arrivé au Shanxi après la Longue Marche, Li devient le chef du département international de liaison du Parti communiste chinois (en). En 1936, après l'incident de Xi'an, il est nommé secrétaire chargé de la délégation du parti communiste. Durant l'incident, il sert pour la première fois comme négociateur principal, rôle qu'il reprendra à l'armistice de Panmunjeom (1952–3) et aux accords de Genève (1954).

### Guerre contre les Japonais
Lors du déclenchement de la seconde guerre sino-japonaise en 1937, Li est nommé chef des bureaux de l'armée de la 8e route à Shanghai, Nankin et Guilin. Il devient également secrétaire du bureau du comité central du Parti communiste du Yangtze, et l'un des assistants de Zhou Enlai. Après la détérioration des relations avec les nationalistes à la suite de l'incident de la Nouvelle Quatrième armée de 1941, les délégations communistes situées dans les régions contrôlées par les nationalistes reçoivent l'ordre de retourner à Yan'an. Li Kenong affronte la tâche difficile d'emporter tous les documents importants et les rapports d'espionnage pour qu'ils ne soient pas confisqués par les nationalistes. Il accomplit sa mission avec succès en accompagnant avec ses hommes un convoi militaire nationaliste durant le trajet. Li se déplace personnellement dans la même voiture que le commandant nationaliste, et termine le voyage sans aucune perte.
De retour à Yan'an, Li devient vice-directeur du département central des affaires sociales (en) de Kang Sheng. En 1942, il devient vice-directeur du département des renseignements, sous la supervision partielle de Kang Sheng. L'un de ses premiers actes est de s'entendre avec les Japonais pour approvisionner les communistes, surtout en matériel médical. Ses actions sont cependant sanctionnées par Mao Zedong en personne, et les agents et cadres communistes impliqués seront persécutés des décennies plus tard durant la révolution culturelle de 1966. Li n'échappe à ce destin que parce qu'il meurt en 1962.

### Guerre civile chinoise
En 1945, Li est chargé du bureau de la délégation communiste de Pékin, et est en même temps directeur du département des renseignements de la justice militaire, remplaçant Kang Sheng après ses impopulaires campagnes de rectifications. En 1947, Li devient membre de la commission de la zone arrière du comité central.
Durant la guerre civile chinoise, Li continue de superviser personnellement le décryptage de renseignements. Ses espions obtiennent de grands résultats comme taupes infiltrées dans les forces et organisations nationalistes. Les messages du Kuomintang sont déchiffrés et transmis aux commandants communistes, parfois avant même d'être reçu par les commandants nationalistes sur le champ de bataille.
Le 9 août 1949, le département des renseignements est officiellement supprimé. Après l'établissement de la République populaire de Chine le 1er octobre, la sécurité interne et le contre-espionnage sont confiés au ministère de la Sécurité publique dirigé par Luo Ruiqing. Li Kenong continue de servir comme chef d'un département apparent, suivant les instructions de Mao indiquant que « Li Kenong prendra soin des affaires de Li Kenong ». Li devient secrétaire de la commission de renseignement du comité central, directeur du département central de renseignement, vice-ministre des Affaires étrangères, et directeur du département de renseignement militaire.

### République populaire de Chine
En juillet 1951, poursuivant son rôle comme négociateur central avec l'ennemi durant la guerre de Corée, Li représente la République populaire de Chine aux négociations de l'armistice de Panmunjeom en prenant la tête de la délégation sino-nord-coréenne. En 1953, il est nommé vice-chef d'État-major de l'armée populaire de libération. En 1954, il devient membre de la délégation chinoise aux accords de Genève. En 1955, il est fait colonel-général et directeur du département d'investigation central qui réunit tous les départements de renseignement chinois en un seul. En reconnaissance de ses services, il est élu en 1956 membre à part entière au comité central du Parti communiste.
Li subit une attaque cérébral en octobre 1959 et se retire de la vie publique. Il ne réapparaît plus en public sauf une fois en 1960. Il meurt en 1962.